# Pioneer (U-Boot, 1862)
Die Pioneer war das erste Kleinst-U-Boot, das von Horace Lawson Hunley konstruiert wurde. Das Militärschiff wurde während des Sezessionskrieges komplett aus privater Hand von Horace Lawson Hunley, Robert F. Barrow, Baxter Watson und James McClintock finanziert und in der Werft James Richard McClintock & Baxter Watson in New Orleans gebaut.
Das U-Boot war 10,67 m lang und hatte einen Durchmesser von 1,22 m. In Bug und Heck, welche eine konische Form hatten, waren jeweils ein Wassertank zur Regulierung der Tauchtiefe und ein Druckluftbehälter zur Versorgung mit Atemluft untergebracht. Mit einer Handpumpe konnte der Wassertank gefüllt oder entleert werden. Der Antrieb erfolgte durch eine Schraube, die mittels einer Handkurbel von zwei Personen betrieben wurde. Im getauchten Zustand wurde mit einem Kompass navigiert.

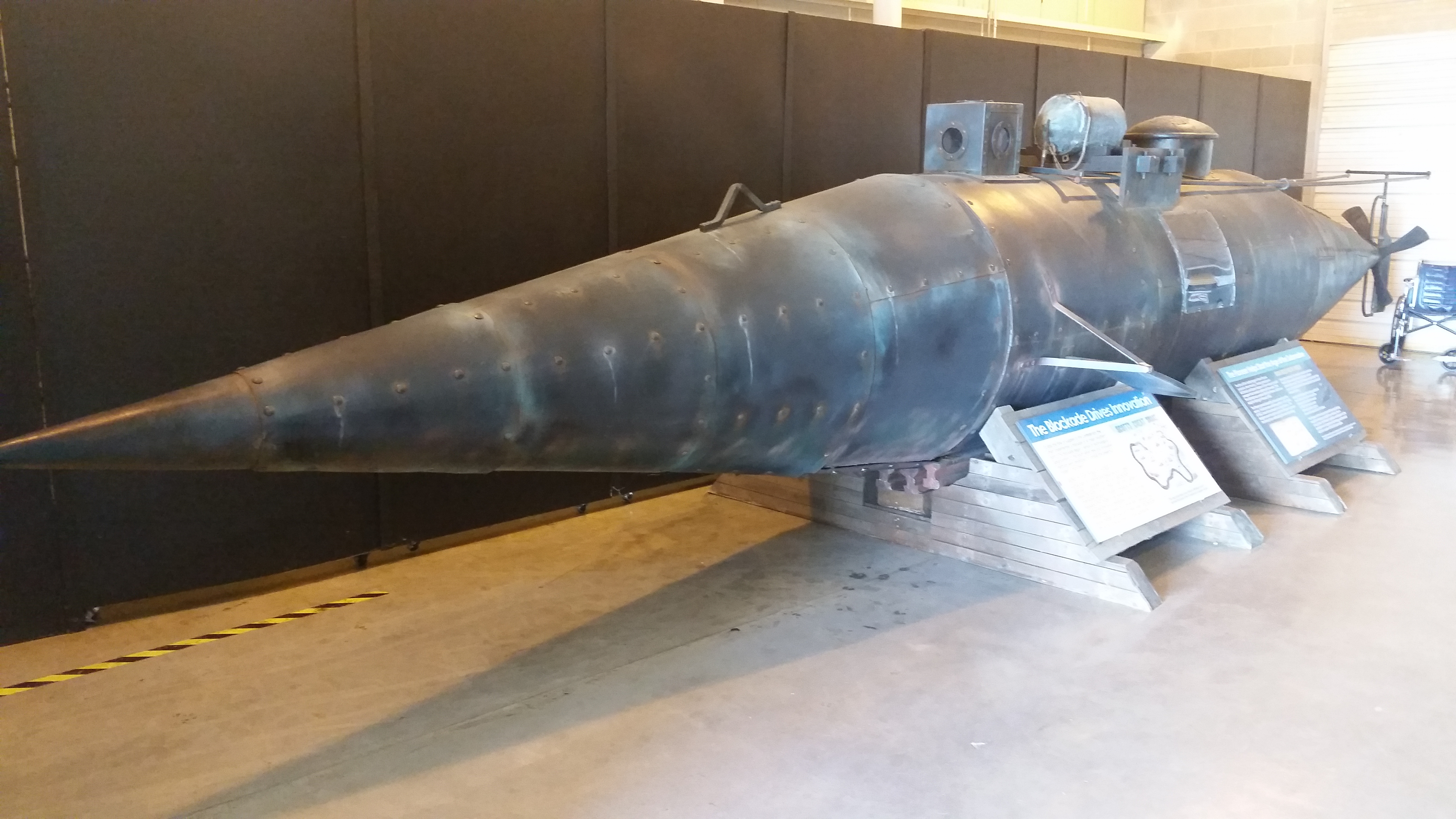
Nachbau der Pioneer im Warren Lasch Conservation Center

Im Februar 1862 absolvierte man auf dem Mississippi River erste Versuchsfahrten. Die Eigner beantragten am 29. März 1862 bei den konföderierten Behörden einen Kaperbrief, da man plante, Schiffe der Nordstaaten anzugreifen. Danach schleppte man die Pioneer auf den Lake Pontchartrain. Hier versenkte man während eines Versuchs einen Schoner mit einer Schleppmine. Kurz vor der Eroberung von New Orleans am 29. April 1862 versenkte man die Pioneer im New Basin Canal, um zu verhindern, dass sie dem Feind in die Hände fällt. Man entdeckte das U-Boot jedoch bald, hob es, fertigte Zeichnungen an und sandte diese an den Flotteningenieur William Shock. 1865 fertigte Ensign David M. Stauffer von dem am Ufer des New Basin Canals liegenden U-Boot weitere Zeichnungen an. 1868 wurde die Pioneer abgebrochen.
Zeitweise kam es zur Verwechselung der Pioneer mit dem U-Boot aus dem Bayou St. John, das eben dort, etwa 3 km östlich des New Basin Canals, 1878 entdeckt und gehoben wurde.